# ماريانا ريوس
ماريانا ريوس (بالبرتغالية: Mariana Rios‏) هي مغنية وممثلة برازيلية، ولدت في 5 يوليو 1985 في آراكسا في البرازيل.

## وصلات خارجية
- ماريانا ريوس على موقع IMDb (الإنجليزية)
- ماريانا ريوس على موقع ميوزك برينز (الإنجليزية)
- ماريانا ريوس على موقع ديسكوغز (الإنجليزية)
- ماريانا ريوس على موقع قاعدة بيانات الفيلم (الإنجليزية)